# Naps
Naps, de son vrai nom Nabil Boukhobza (en arabe : نبيل بوخبزة), né le 15 février 1986 à Marseille (Bouches-du-Rhône), est un rappeur et chanteur franco-algérien. Actif depuis le milieu des années 2000, il se fait connaître du grand public en 2017 avec son album Pochon bleu.
À partir de 2021, il est accusé de viols et agressions sexuelles par trois jeunes femmes.

## Biographie
De son vrai prénom Nabil Boukhobza, Naps naît le 15 février 1986,, à Marseille et grandit dans la cité Air Bel dans le quartier marseillais de La Pomme, dans le 11e arrondissement. Il écrit ses premiers textes de rap à l'âge de 15 ans. Deux ans plus tard, il monte le groupe Click 11.43 avec 2 autres rappeurs dont il ne fait plus partie aujourd'hui. Click 11.43 fondé dans les quartiers nord de la cité phocéenne connaîtra un certain succès local. Il collabore avec des artistes tels que Soolking, Sofiane, YL et Kofs.

### Carrière

#### Ma ville & ma vie(2015)
En avril 2015, il sort son premier album studio intitulé Ma ville & ma vie.

#### Pochon Bleu(2017)
Le 14 avril 2017, il annonce sur les réseaux sociaux la sortie prochaine de son album Pochon bleu, qui sortira un mois plus tard, le 19 mai 2017. En juillet 2017, l'album est certifié disque d'or en atteignant le cap des 50 000 ventes. Il devient disque de platine en septembre 2017 en atteignant les 100 000 ventes puis double disque de platine en avril 2019, soit près de deux ans après sa sortie.

#### À l'instinct(2018)
Son album À l'instinct, sort le 9 mars 2018. Il y collabore notamment avec Le Rat Luciano, Alonzo, Soolking ou encore Sofiane. En une semaine, l'album se vend à 23 118 exemplaires. Trois semaines après sa sortie, l'album est certifié disque d'or. Il devient disque de platine en juin 2018, soit trois mois après sa sortie.

#### On est fait pour ça(2019)
Début juin 2019, il annonce la sortie prochaine de son double album de 40 titres On est fait pour ça. Il y collabore notamment avec Rohff, Lacrim, Heuss l'Enfoiré, Sofiane, Soolking, Mister You et Kalif Hardcore. Une semaine après sa sortie, l'album s'écoule à 15 223 exemplaires. L'album devient disque d'or en août en atteignant les 50 000 ventes, puis disque de platine en février 2020.
Le 9 janvier 2020, dans une vidéo publiée sur internet, il déclare arrêter sa carrière : « pour moi la musique c'est fini, je ne supporte plus ». Il détruit également le disque d'or de son dernier album On est fait pour ça. Deux jours plus tard, il annonce finalement ne pas arrêter le rap et promet à ses fans « un album de malade très bientôt ».

#### Carré VIPet13'Organisé(2020)
Début février 2020, il dévoile la tracklist de son album Carré VIP qui contient des collaborations avec Vald, Soolking, Ninho, Maes et SCH. Le 28 février 2020, il dévoile son album Carré VIP. L'album s'écoule à 13 279 exemplaires lors de sa première semaine d'exploitation. L'album devient disque d'or début juin en atteignant les 50 000 ventes. L'album devient disque de platine en novembre 2021.
En octobre 2020, il participe au projet collectif marseillais 13'Organisé, regroupant une cinquantaine de rappeurs de la ville, à l'initiative de Jul. L'album sera certifié disque de platine.

#### Les mains faites pour l'or(2021)
À la mi-janvier 2021, il annonce la date de sortie de son prochain album Les mains faites pour l'or, prévue pour le 26 février 2021. À la mi-février, il repousse la date de l'album.
Le 2 avril 2021, soit presque deux ans depuis son dernier album solo, Naps sort Les mains faites pour l'or en physique et sur toutes les plateformes de streaming. Cet album comporte 27 titres, et l'on peut y retrouver des collaborations avec Zaho, Jul, SCH ou encore Le Rat Luciano. L'album deviendra disque de platine grâce notamment au succès du titre La Kiffance certifié single de diamant.

#### Best LifeetLe classico organisé(2021)
Le 26 juillet, moins de quatre mois après son dernier projet, Naps annonce la sortie de son prochain album intitulé Best Life. L'album s'écoule à 11 674 exemplaires en une semaine. Il deviendra disque d'or grâce au titre Best Life avec Gims, certifié single de diamant.
Le 24 octobre, il est annoncé comme participant au projet Le Classico organisé.

#### La TN (Team Naps)(2022)
Le 17 juin, pratiquement un an après la sortie de Best Life, Naps revient avec un nouvel album intitulé La TN avec comme collaborateurs : Gazo, Kalif Hardcore, Morad, Alonzo, SCH, Kaaris, Kalash Criminel et Dadju.

#### En temps réel(2023)
Fin mars 2023, Naps annonce la sortie de l'album En temps réel, prévu pour le 28 avril 2023.
Le 19 avril, il dévoile la tracklist de l'album En temps réel contenant 22 titres ainsi que des collaborations avec Gazo, Ninho, Gambi, Koba LaD, Maes, Kalif Hardcore et Imen Es.

#### Mec de cité simple(2024)
À la mi-avril (17) 2024, il annonce le premier single RSQ3 de son nouvel album, dont le clip est tourné en Thaïlande. 
Une semaine avant le nouvel album (14 juin) il sort le featuring avec Gazo Cœur de ice filmé à Marseille quelques jours avant, l'un des morceaux les plus écoutés sur Spotify avec plus de 10 millions et presque 7 millions sur YouTube.
Deux semaines après la sortie de l'album (le 5 juillet), Naps a réalisé le clip du single T'as fait le con en featuring avec TK, un rappeur marseillais, et deux autres artistes émergents de la scène rap marseillaise : La Crapule et Missan. Le clip a été tourné à Marseille dans le quartier de Castellane où Naps a grandi et où il y avait l'émission de Planète Rap.
Parmi les featurings présents dans l'album, on retrouve des artistes tels que Gazo, JuL, Heuss L'enfoiré, Kalif Hardcore, TK, La Crapule, Missan ou bien GER.

## Affaires judiciaires

### Arrêt d'un TGV
En 2013, Naps et Kofs sont mis en examen et placés sous contrôle judiciaire pour avoir arrêté un TGV à la hauteur d'une cité de Marseille.

### Accusations d'agressions sexuelles et de viols
Le 3 octobre 2021, le parquet de Paris ouvre une enquête pour viol visant le rappeur Naps à la suite de la plainte d'une femme de 20 ans ayant déclaré l'avoir rencontré dans la nuit du 30 septembre au 1er octobre. Le rappeur se défend de ces accusations sur ses réseaux sociaux en les qualifiant de « rumeurs » et affirme avoir demandé à son avocat de déposer une plainte pour « dénonciation calomnieuse ». En 2024, il est renvoyé devant la cour criminelle. Son avocat a fait appel de l'ordonnance du magistrat instructeur réclamant un procès.
Le 2 août 2024, il est interpellé dans un hôtel de la station balnéaire de Saint-Cyr-sur-Mer dans le Var et mis en examen pour de nouvelles accusations d'agressions sexuelles et de viols par trois majeures  ,. Son avocat déclare qu'il conteste intégralement les faits. Le chanteur est incarcéré le 22 août pour n'avoir pas respecté le contrôle judiciaire dont il fait l'objet.

## Discographie

### Albums studio
| Titre                                                              | Détails de l'album         | Meilleure position | Meilleure position | Meilleure position | Ventes  | Certifications       |
| Titre                                                              | Détails de l'album         | France             | Belgique WA        | Suisse             | Ventes  | Certifications       |
| ------------------------------------------------------------------ | -------------------------- | ------------------ | ------------------ | ------------------ | ------- | -------------------- |
| Ma ville & ma vie                                                  | - Sortie : 13 avril 2015   | 166                | —                  | —                  |         |                      |
| Pochon bleu                                                        | - Sortie : 19 mai 2017     | 11                 | 46                 | —                  | 300 000 | France : 3 × Platine |
| À l'instinct                                                       | - Sortie : 9 mars 2018     | 4                  | 27                 | —                  | 200 000 | France : 2 × Platine |
| On est fait pour ça                                                | - Sortie : 28 juin 2019    | 2                  | —                  | —                  | 200 000 | France : 2 × Platine |
| Carré VIP                                                          | - Sortie : 28 février 2020 | 3                  | —                  | —                  | 100 000 | France : Platine     |
| Les Mains faites pour l'or                                         | - Sortie : 2 avril 2021    | 1                  | —                  | —                  | 200 000 | France : 2 × Platine |
| Best Life                                                          | - Sortie : 8 octobre 2021  | 1                  | 7                  | 19                 | 100 000 | France : Platine     |
| La TN (Team Naps)                                                  | - Sortie : 17 juin 2022    | 2                  | 13                 | 14                 | 50 000  | France : Or          |
| En temps réel                                                      | - Sortie : 28 avril 2023   | 1                  | 12                 | 12                 | 50 000  | France : Or          |
| Mec de cité simple                                                 | - Sortie : 21 juin 2024    | 4                  | 15                 | 65                 |         |                      |
| Tout est or                                                        | - Sortie : 25 juillet 2025 |                    | —                  | —                  |         |                      |
| « — » indique que le titre n'est pas sorti ou classé dans le pays. |                            |                    |                    |                    |         |                      |

### Mixtapes
- 2017 : En équipe Vol.1

## Distinctions

### NRJ Music Awards
| Année | Travail nommé                          | Récompense                        | Résultat |
| ----- | -------------------------------------- | --------------------------------- | -------- |
| 2021  | Lui-même                               | Révélation francophone de l'année | Lauréat  |
| 2022  | Alonzo feat Ninho & Naps- Tout va bien | Social Hit                        | Lauréat  |